# Desaparición de Branson Perry
Branson Perry (nacido el 24 de febrero de 1981) es un joven estadounidense que desapareció en circunstancias misteriosas de su residencia en 304 West Oak Street en Skidmore (Misuri). Su desaparición recibió cobertura de los medios nacionales y fue reseñada extensamente por la periodista y escritora criminal Diane Fanning en un libro sobre la prima de Perry, Bobbie Jo Stinnett, quien, estando embarazada, fue asesinada por Lisa Marie Montgomery, y le arrancó el feto del vientre y lo secuestró en 2004.

## Línea de acontecimientos
Perry desapareció en la tarde del 11 de abril de 2001, después de salir de su casa, habiendo dicho a una amiga que estaba de visita que estaba devolviendo un par de cables de arranque a un cobertizo exterior. Fue la última vez que se le vio. Tras varios años de investigación, la policía detuvo a Jack Wayne Rogers, de Fulton (Misuri), por varios cargos no relacionados con la desaparición de Perry. Durante la investigación, se recuperaron mensajes publicados en el ordenador personal de Rogers en los que se relataba en primera persona la violación y asesinato de Perry. Rogers negó cualquier implicación y en 2004 fue condenado a treinta años de prisión por cargos no relacionados.

### Antecedentes
Branson Kayne Perry nació el 24 de febrero de 1981 y se crio en Skidmore (Misuri). Se graduó en el instituto Nodaway-Holt en 1999.Después de graduarse, tuvo varios trabajos esporádicos, incluyendo el de techador y ayudante en un zoológico itinerante de mascotas en la zona. Perry residía con su padre, Bob Perry, en el 304 West Oak Street en Skidmore. Antes de su desaparición, sus padres se habían divorciado. Perry sufría de taquicardia, una condición que hacía que su corazón se acelerara excesivamente. Era cinturón negro en hapkido.

### Desaparición
En la tarde del miércoles 11 de abril de 2001, Perry invitó a su amiga Jena a su casa para que le ayudara a limpiarla, ya que su padre, Bob Perry, que había sido hospitalizado recientemente, iba a volver a casa. A esa misma hora, otros dos hombres anónimos se encontraban fuera de la casa trabajando en el coche de Bob, que necesitaba un alternador nuevo. Aproximadamente a las 15:00 horas, Perry le dijo a Jena que iba a sacar un par de cables de arranque al cobertizo adyacente a la casa. Esta fue la última vez que fue visto.

### Investigación
El 12 de abril, la abuela de Perry, Jo Ann, pasó por su casa y la encontró abierta y desierta. Esto le pareció inusual y llamó a la residencia periódicamente durante los días siguientes, pero no obtuvo respuesta. Al llamar a la madre de Perry, Rebecca Klino, descubrió que tampoco había hablado con él. Bob fue dado de alta del hospital varios días después de lo previsto y, tras su alta, él y Klino presentaron una denuncia de desaparición el 17 de abril. La policía del condado de Nodaway organizó grupos de búsqueda por tierra en un radio de 24 km alrededor de la residencia de Perry. Se registraron numerosos campos, granjas y edificios abandonados, pero los esfuerzos resultaron infructuosos. Durante un registro de la propiedad, la policía no pudo localizar los cables de arranque que Perry supuestamente había dejado para volver en el cobertizo; dos semanas más tarde, sin embargo, se encontraron justo dentro de la puerta.
Durante el mes y medio siguiente, se interrogó a más de cien personas en relación con la desaparición de Perry. Jena, que había estado en casa de Perry el día de la desaparición, admitió a la policía que había estado experimentando recientemente con marihuana y anfetaminas. Un familiar también informó a la policía de que Perry tenía un frasco de Valium en su poder el día de su desaparición. Joseph, pero todos declararon no haberle visto y superaron las pruebas del polígrafo. Se llevaron a cabo más investigaciones sobre el tráfico de drogas local, pero no se descubrieron pistas discernibles a pesar de los rumores de que Perry debía dinero a traficantes. Bob sospechó inicialmente que su hijo se había marchado a casa de unos amigos en Kansas City. Como Perry no tenía coche en ese momento, Bob supuso que podría haber hecho autostop.
Jack Wayne Rogers
El 10 de abril de 2003, las fuerzas de seguridad detuvieron a Jack Wayne Rogers, un pastor presbiteriano y líder de los Boy Scouts de América, de 59 años, acusado de agresión en primer grado y de practicar la medicina sin licencia tras extirpar los genitales a una mujer trans en una operación improvisada de cambio de sexo en un hotel de Columbia.
Mientras investigaban las pertenencias personales de Rogers, los detectives descubrieron pornografía infantil en su ordenador, así como pruebas de varios mensajes publicados en foros con los nombres de usuario "BuggerButt", "ohailsatan" y "extremebodymods", en los que se describían torturas y agresiones gráficas a varios hombres. En los mensajes, Rogers también hablaba de canibalizar los genitales de hombres a los que había castrado. Entre estos mensajes había un relato de primera mano en el que Rogers recogía a un autoestopista rubio y lo violaba, torturaba, mutilaba y asesinaba. A pesar de ello, Rogers negó haber visto nunca a Perry o conocerle, y afirmó que el mensaje era inventado y puramente fantástico; sin embargo, las fuerzas del orden sospechaban que el hombre en cuestión era Perry. En un registro posterior de la propiedad de Rogers, se descubrió en uno de sus vehículos un collar de garras de tortuga parecido a uno de los que poseía Perry.
En abril de 2004, Rogers fue declarado culpable y condenado a diecisiete años de prisión por agresión y a siete años por realizar operaciones quirúrgicas ilegales, así como a treinta años por cargos de pornografía infantil, que correrían simultáneamente con los dos primeros cargos. En su sentencia, la madre de Perry rogó a Rogers que revelara su paradero, pero Rogers negó estar implicado en la desaparición.

### Hechos posteriores
El padre de Perry murió en 2004. En junio de 2009, las fuerzas del orden revelaron que estaban terminando la excavación de un yacimiento en Quitman, Misuri, tras recibir una "pista creíble" de que los restos de Perry podrían encontrarse allí. Durante dos días, las excavadoras cavaron un agujero de 7 metros de profundidad que cubría una superficie de 6,1 m. por 12 m. En aquel momento, otro agricultor local que residía a 2,4 km al este de Quitman declaró que las fuerzas del orden habían registrado su propiedad varios años antes en busca de un pozo abandonado, pero la búsqueda no dio resultado. En 2010, Klino ofreció una recompensa de 20 000 dólares por cualquier información que condujera al paradero de su hijo.
En febrero de 2011, Klino murió tras una larga batalla contra un melanoma. Jo Ann Stinnett, abuela de Perry, dijo en el momento de la muerte de Klino: "En todo el pueblo, buscamos en cada pozo de petróleo, en cada baño exterior. Monica Caison, fundadora del Centro CUE para Personas Desaparecidas y amiga de Klino, declaró que ella y otros amigos cercanos le habían "prometido que seguirían buscando a su hijo". En su obituario se indicaba que a Klino le había "precedido en la muerte" Perry, y fue enterrada junto a una parcela vacía de Perry en la que figura como fecha de su muerte el 11 de abril de 2001, el mismo día en que desapareció.
El 14 de agosto de 2022, el sheriff del condado de Nodaway, Randy Strong, anunció que se había identificado a un sospechoso, pero que se necesitaban más pruebas antes de poder realizar un arresto.

## Publicidad del caso
La desaparición de Perry fue ampliamente perfilada en un capítulo del libro de Diane Fanning de 2006 Baby Be Mine, que se centró en el asesinato de su prima, Bobbie Jo Stinnett, en 2004. El caso también recibió cobertura en un episodio del 17 de julio de 2010 del programa de televisión de Fox America's Most Wanted y en la serie de Sundance Channel No One Saw a Thing en 2019.